# Theódoros Kolokotronis
Theódoros Kolokotronis (en grec: Θεόδωρος Κολοκοτρώνης, 3 d'abril de 1770 - 4 de febrer de 1843) va ser un general grec i líder preeminent de la Guerra d'Independència grega (1821-1829) contra l'Imperi Otomà. El gran èxit de Kolokotronis va ser la derrota de l'exèrcit otomà a les ordres de Mahmud Dramali Pasha a la batalla de Dervenakia el 1822. El 1825 va ser nomenat comandant en cap de les forces gregues al Peloponès. Avui dia, Kolokotronis es troba entre les figures més destacades de la Guerra d'Independència de Grècia.

## Joventut
Theódoros Kolokotronis va néixer a Ramavouni (Ραμαβούνι) a Messènia d'una família de klefts, va ser batejat a Piana, i va créixer a Arcàdia, al centre del Peloponès, d'on era originaria la seva família. Els Kolokotroneoi van ser un clan poderós i respectat a Arcàdia al segle xviii. El seu llegendari orgull i insubordinació es commemora en una coneguda cançó popular d'aquesta època:

"A cavall van a l'església
A cavall besen les icones
A cavall reben la comunió de la mà del sacerdot"

El seu pare, Konstantinos Kolokotronis, va participar en una rebel·lió armada, la Revolta d'Orlov, instigada per l'administració de Caterina la Gran de Rússia. Va ser assassinat en 1780 combatent les tropes turques, juntament amb dos dels seus germans, Georgios i Apostolis.

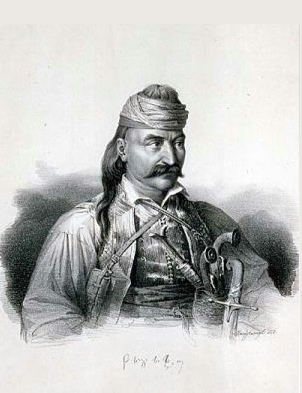
Litografia de Kolokotronis per Karl Krazeisen utilitzada als bitllets de 5.000 dracmes

Abans de la revolució grega, Theódoros va ser un dels kleftes (un bandoler-guerriller), un armatolos (un soldat irregular cristià de l'exèrcit otomà) i un kapos (un milicià empleat pels notables grecs del Peloponès). Com kapos, Kolokotronis va treballar per a la família Deliyannis. Va fer fortuna robant ovelles i casant-se amb la filla d'un ric notable peloponès, amb qui tingué tres fills, Ioannis (Genneos), Panos i Konstantinos (Kollinos).

Entre 1805 i 1806, els atacs otomans contra els kleftes van obligar a Kolokotronis a fugir a l'illa de Zacint (o Zakynthos). Quan aquesta va ser ocupada pels britànics, va obtenir experiència militar molt útil mentre servia a les ordres de Richard Church, un hel·lenòfil; el 1810, Kolokotronis va ascendir al rang de major. Del seu servei a l'exèrcit britànic, va adoptar el seu característic casc vermell. Mentre que a l'Heptanès (un protectorat francès de 1807 a 1815, conegut aleshores com a República Septinsular), va entrar en contacte amb les idees revolucionàries de l'època i va ser influït per elles:
| « | Segons el meu criteri, la Revolució francesa i les obres de Napoleó van obrir els ulls del món. Les nacions no sabien res abans, i la gent creia que els reis eren deus sobre la terra i que tenien l'obligació de dir que tot el que feien estava ben fet. A través d'aquest canvi és més difícil dominar al poble. | » |

## Guerra d'Independència grega

### Esclat
| « | Ni un sol Turc a Morea, ni en tot el món! | » |

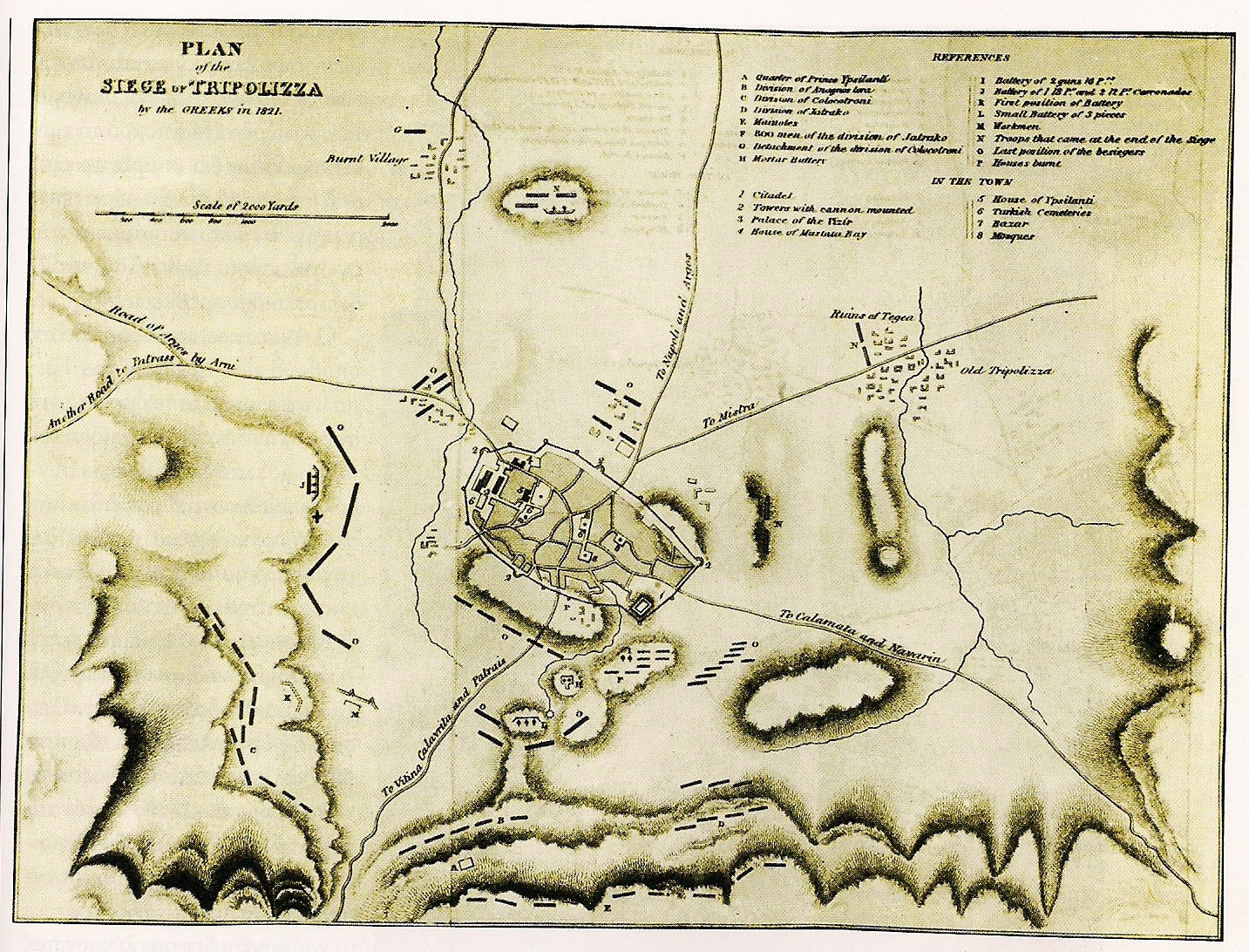
Plànol del setge de Tripolitsa. Els destacaments de la divisió de Kolokotronis, que han envoltat la ciutat, estan simbolitzats per la lletra "O".

Kolokotronis va tornar al continent just abans de l'esclat de la guerra (oficialment, el 25 de març de 1821) i va formar una confederació de bandes irregulars kleftes moreites. Aquests van intentar entrenar-se i organitzar-se en alguna cosa semblant a un exèrcit modern. Al maig, va ser nomenat archistrategos o comandant en cap. Tenia ja 50 anys, fet que va contribuir al seu sobrenom 'O Geros tou Morea 'o "El Vell de Morea", (Morea era un altre nom donat al Peloponès). La primera acció de Kolokotronis va ser la defensa de Valtetsi, una vil·la propera a Trípoli (Grècia), on es trobava el seu exèrcit. També va ser el comandant de les forces gregues durant el setge següent a la pròpia Tripolitsa. Després de la caiguda de la ciutat i la massacre de la seva població musulmana i jueva, va entrar a la ciutat i li van mostrar un plàtan al mercat on els turcs penjaven als grecs i va ordenar tallar-lo.

### Nàuplia
Posteriorment va comandar les tropes gregues en el setge de la ciutat costanera de Nàuplia. Va prendre el port, i la guarnició otomana a les ciutadelles bessones de la ciutat es trobava escassa en subministraments; però el govern provisional grec estava desorganitzat a Argos, al nord, no va poder completar les negociacions per a la seva rendició abans que una gran força otomana comencés a marxar cap al sud per esclafar als revolucionaris. Els funcionaris governamentals van abandonar Argos i van començar les evacuacions per via marítima a Nàuplia. Només un batalló d'escassa força a les ordres de Dimítrios Ipsilandis va romandre per mantenir el castell de Larissa, la fortalesa que defensava Argos.

### Com llibertador

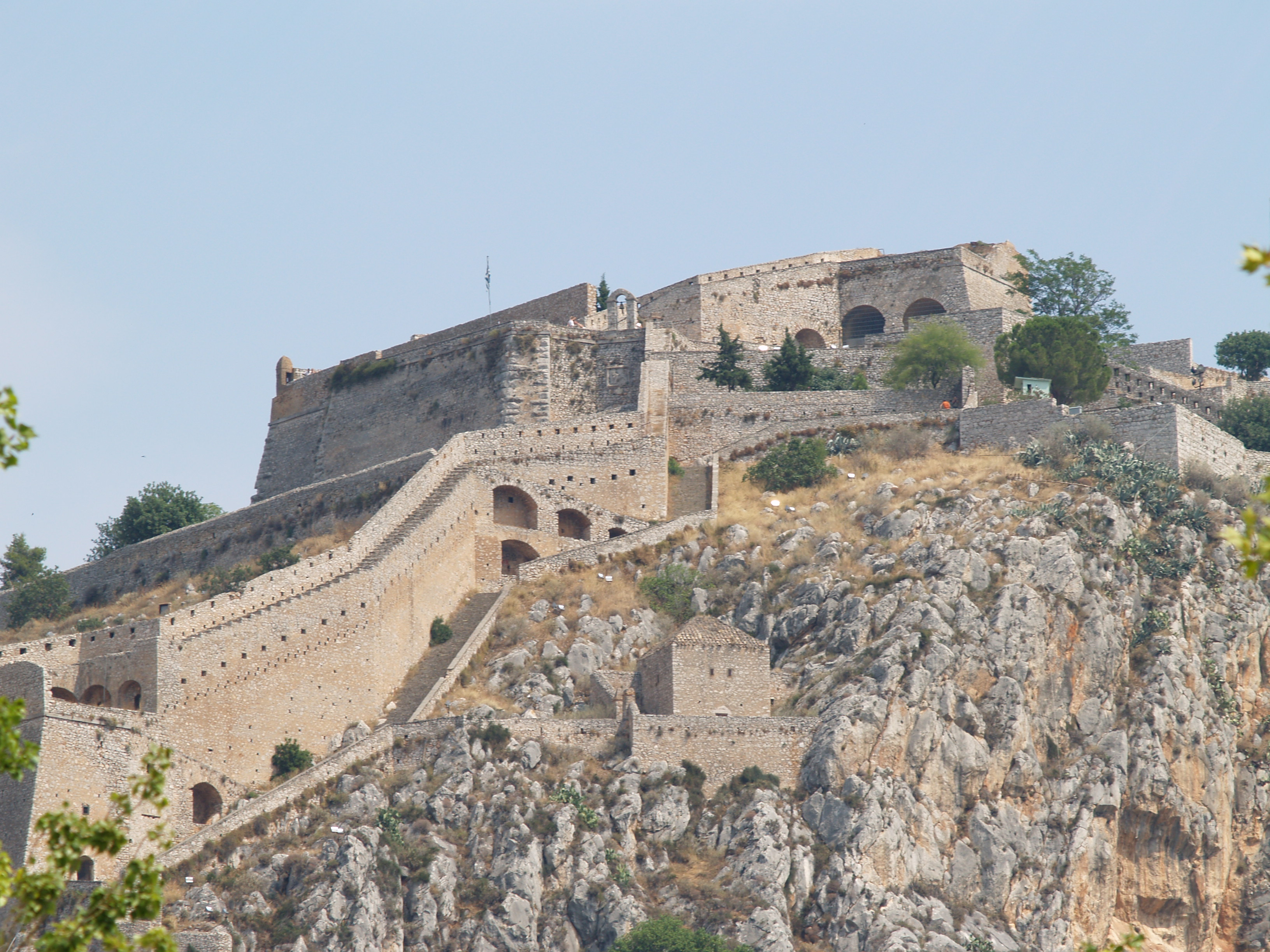
El castell Palamidi a Nafplion

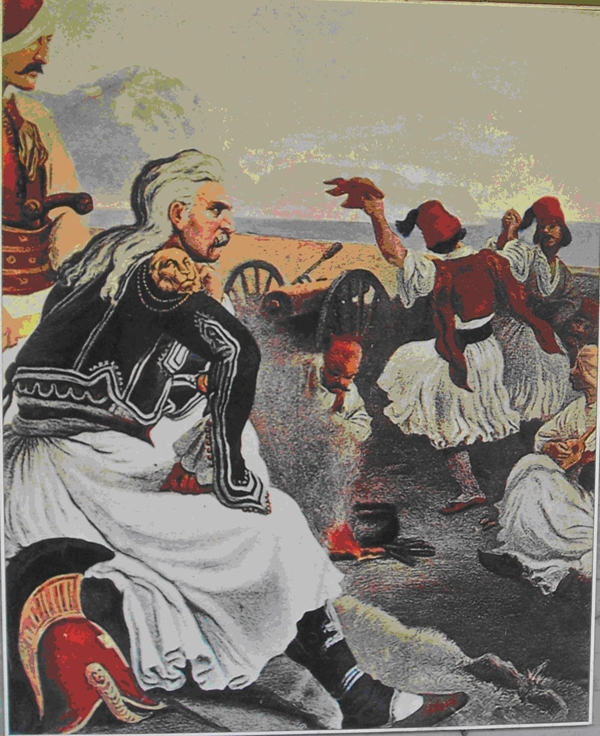
Kolokotronis després de la batalla de Dervenakia

Kolokotronis va reunir els kleftes per marxar al rescat de Ypsilantis. Va ser una gran gesta, tenint en compte el col·lapse gairebé immediat del govern i la indisciplina de les bandes klèftiques. Fins i tot els problemàtics souliotes (comunitat ortodoxa) van donar un cop de mà. L'exèrcit otomà comandat per Mahmud Dramali Pasha, després de reconquerir Corint, havia marxat cap a la planura d'Argos. El castell de Larissa era una posició excel·lent, que controlava tota la plana. Deixar aquesta fortalesa a l'esquena, amb línies otomanes subministrades a cavall, era massa perillós. Dramali hauria de reduir la fortalesa abans de seguir endavant. Escalar els penya-segats, trencar les parets robustes del castell i superar els seus defensors resolts no seria una tasca fàcil.
Tanmateix, hi havia una debilitat que Dramali ignorava: Larissa, a diferència de la famosa Acròpoli d'Atenes, no tenia cap pou i, per tant, calia subministrar aigua fresca a les cisternes. Malauradament pels grecs, era juliol i no hi havia pluja que omplís les cisternes. Ypsilantis va enredar als otomans tot el temps que pogué, però cap al final del mes va haver d'escapolir als seus homes enmig de la nit. Els homes de Dramali van saquejar el castell l'endemà, i ara tenia via lliure per marxar cap a la costa per proveir-se (els grecs havien seguit una política de terra cremada i la gran força otomana consumia ràpidament les reserves). La defensa de Ypsilantis havia donat a Kolokotronis i els seus kleftes temps.
Per a la seva consternació, Dramali es va trobar separat de la seva flota, que havia intentat arribar a Nàuplia, però va ser blocada amb èxit per la flota grega de l'almirall Andreas Miaoulis. Dramali va decidir amb renuència una retirada cap a Corint a través del pas de Dervenakia, a través del qual acabava d'arribar sense molèsties. Això era exactament el que volia Kolokotronis. L'agost de 1822, les seves forces de guerrilla més ràpides van aturar els otomans al pas i els van aniquilar a la batalla de Dervenakia.
Un devastat sultà Mahmut II a Constantinoble es va veure obligat a recórrer a Muhàmmad Alí Paixà, sobirà de l'otomà pashaluk d'Egipte, per obtenir ajuda.
Els grecs reprengueren el setge contra les fortaleses de Nàuplia, que van caure el 30 de novembre de 1822. Es diu que Kolokotronis va pujar les escales del Palamidi a cavall (fent honor al poema sobre la seva família) per celebrar allí la seva victòria; una estàtua a la plaça del poble commemora l'esdeveniment. Està vestit amb l'uniforme pseudo-clàssic de la Infanteria Lleugera Grega, el qual li agradava utilitzar.

### Crisi parlamentària
Entre desembre de 1823 i febrer de 1825, va participar en les guerres civils entre les diverses faccions gregues; quan el seu partit va ser finalment derrotat, va ser empresonat a Hidra amb alguns dels seus seguidors al març de 1825, i va ser alliberat només quan un exèrcit egipci sota el comandament d'Ibrahim Paixà va envair Morea. El seu fill major, Panos Kolokotronis, va ser assassinat durant la segona guerra civil.

### La campanya d'Ibrahim

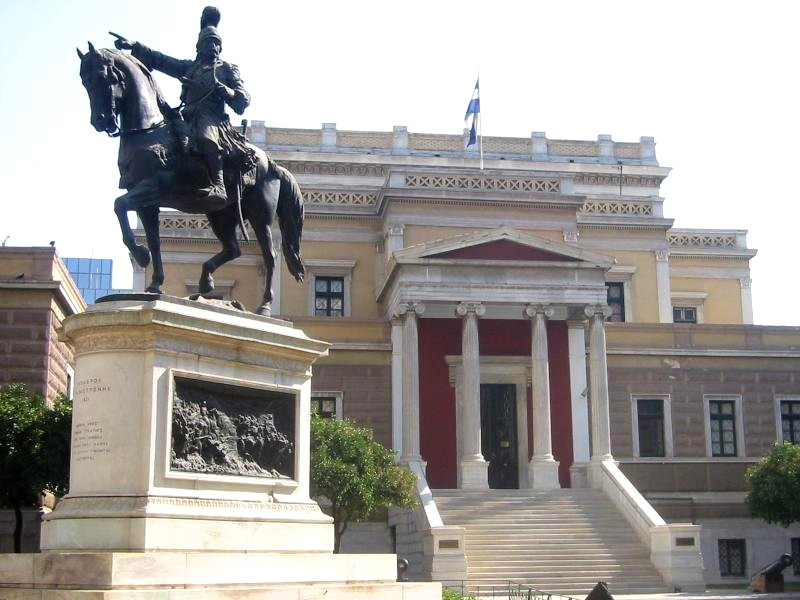
Estàtua de Kolokotronis davant de l'Edifici del Parlament Vell a Atenes; de Lazaros Sochos

Ibrahim arribava de lluitar contra els rebels wahhabites a l'Emirat de Diriyah, així que estava acostumat a enfrontar-se a la guerrilla. Les seves tropes estaven armades amb la equipació més moderna i entrenades per experts europeus. El sultà li havia promès al seu pare l'illa de Creta com apanatge per al jove Ibrahim si aconseguia esclafar als rebels. Amb el premi al cap, va arrasar el Peloponès, guanyant molt territori però despertant molta hostilitat en l'opinió pública europea occidental, que a la llarga va resultar desastrosa per als otomans.
Les illes de Esfactèria i Pilos ja havien caigut en les mans d'Ibrahim, i per a complicar més les coses, Kolokotronis, encara havia de guardar-se contra les maquinacions de Petros Mavromichalis fins i tot quan s'estava armant contra la nova amenaça. Kolokotronis va usar les tàctiques guerrilleres per desgastar les forces d'Ibrahim; però tenint en compte els seus escassos recursos, no va poder evitar la seva estela de destrucció generalitzada. El 1825, en reconeixement de la seva astúcia militar i nombrosos serveis a la causa grega, va ser nomenat comandant en cap de les forces gregues al Pelopones.

## Activitat de postguerra
Després de la guerra, Kolokotronis va esdevenir partidari del comte Ioannis Kapodístrias i defensor de l'aliança amb Rússia. Quan el comte va ser assassinat el 8 d'octubre de 1831, Kolokotronis va crear la seva pròpia administració en suport del príncep Otó de Baviera com a rei de Grècia. No obstant, més tard es va oposar a la regència dominada per Baviera durant el seu govern. El 7 de juny de 1834 va ser acusat de traïció i condemnat a mort, encara que va ser indultat en 1835. Theódoros Kolokotronis va morir el 1843 a Atenes un dia després del casament del seu fill Konstantinos i després d'una festa al Palau Reial, en presència del rei Otto.

## Epíleg
Al crepuscle de la seva vida, Kolokotronis havia après a escriure per completar les seves memòries, que han estat un best-seller perenne a Grècia, i s'han traduït diverses vegades a l'anglès i altres idiomes. El famós casc de Kolokotronis, juntament amb les seves armes i armadura, es troben al Museu d'Història Nacional de Grècia d'Atenes. A més de l'estàtua de Nàuplia ja esmentada, n'hi ha una altra que es a Atenes, al pati de l'edifici del Parlament Vell, al carrer Stadiou, a prop de la plaça Syntagma.

## Llegat
- Kolokotronis és també el nom de caserna militar propera a Trípoli.
- Κοlokotronis fou tan famós que es poden trobar referències sobre ell en llocs estranys, com un gravat esculpit amb ganivet dins d'una cova de la muntanya Ntaouli devant de la vil·la de Lyrkeia a la vall del riu Ínac.
- El retrat de Kolokotronis va ser imprès en els bitllets de 5000 dracmes del període 1984-2002.
[13]

### Vídeos
- Κοσιώνη (Kosioni), Σία (Sia) (2009). "Κοσιώνη (Kosioni), Σία (Sia) «Θεόδωρος Κολοκοτρώνης» (en greek). . Μεγάλοι Έλληνες (Great Greeks) (Skai TV). « »" [Theodoros Kolokotronis]. Μεγάλοι Έλληνες (Grecs grans) (en grec). Grècia.
- Βασιλόπουλος (Vasilopoulos), Χρίστος (Christos) (2010). "Βασιλόπουλος (Vasilopoulos), Χρίστος (Christos) «Θεόδωρος Κολοκοτρώνης» (en greek). . Μηχανή Του Χρόνου (The Time Machine) (ERT). « »" [Theodoros Kolokotronis]. Μηχανή Του Χρόνου (La Màquina de Temps) (en grec). Grècia. ERT.
- " «Θεόδωρος Κολοκοτρώνης» (en greek). . Η Ιστορία της Επανάστασης του 1821 μέσα από τους Ήρωες (The History of the Revolution of 1821 through the Heroes) (ERT). « »" [Theodoros Kolokotronis]. Η Ιστορία της Επανάστασης του 1821 μέσα από τους Ήρωες (La Història de la Revolució de 1821 a través dels Herois) (en grec). Grècia. ERT.